# Spasoje Bulajič
Spasoje Bulajič est un footballeur international slovène né le 24 novembre 1975 à Slovenj Gradec. Il évoluait au poste de défenseur central.

## Biographie
International, il reçoit 25 capes en équipe de Slovénie de 1998 à 2004. Il fait partie de l'équipe slovène lors de l'Euro 2000 puis lors de la Coupe du monde 2002.

## Carrière
- 1992-1994 :  NK Rudar Velenje
- 1994 :  NK Olimpija Ljubljana
- 1995-1996 :  NK Celje
- 1996-1998 :  NK Maribor
- 1998-2002 :  1. FC Cologne
- 2002-2004 :  1. FSV Mayence 05
- 2004-2005 :  NK Mura
- 2005-2007 :  AEL Limassol
- 2007-2008 :  AE Paphos
- 2008-2009 :  NK Celje

## Palmarès
NK Maribor
- Champion de Slovénie en 1997 et 1998
- Vainqueur de la Coupe de Slovénie en 1997

 AE Paphos
- Champion de Chypre D2 en 2008